# Nouvelle histoire des Cinq dynasties

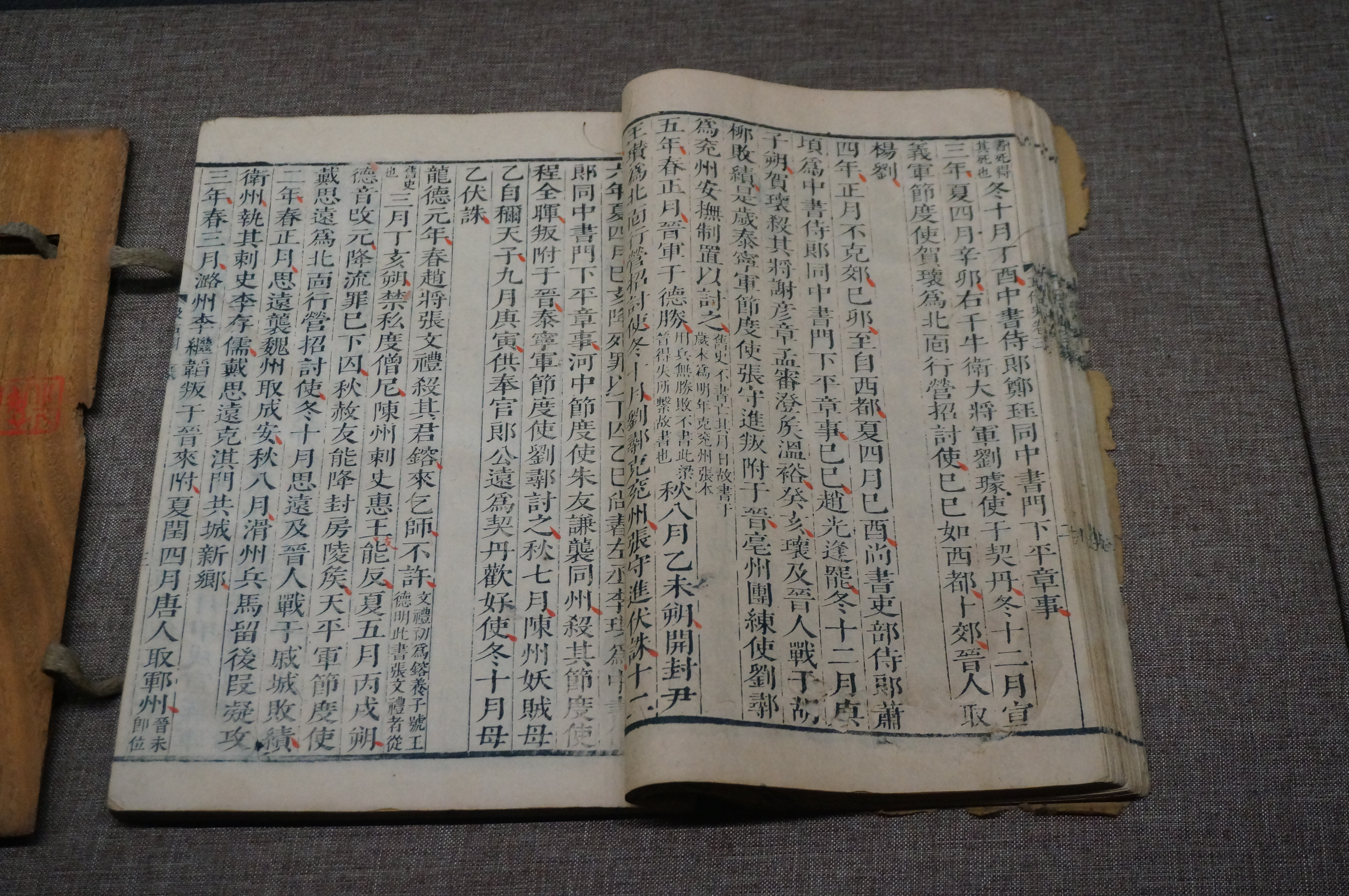
La nouvelle histoire des Cinq dynasties au Wuyi Museum

La Nouvelle histoire des Cinq dynasties (chinois : 新五代史 ; pinyin : jiù wǔdài shǐ), est un ouvrage sur l'histoire des Cinq dynasties écrit par Ouyang Xiu (歐陽修).